# Alopochen sirabensis
Alopochen sirabensis es una especie de ave anseriforme de la familia de las anátidas descrita a partir de restos subfosiles encontrados en Antsirabe (centro de Madagascar). La datación por radiocarbono de los restos indican que sobrevivió hasta hace 1400 años, cuando ya habían ocurrido los primeros asentamientos humanos en la isla. Es considerado por algunos autores como una subespecie de A. mauritiana.